# Parahephaestion
Parahephaestion är ett släkte av skalbaggar. Parahephaestion ingår i familjen långhorningar.
Kladogram enligt Catalogue of Life:
| Parahephaestion | \| \| Parahephaestion brasiliensis \| \| \| \| \| \| Parahephaestion malleri \| \| \| \| \| \| Parahephaestion zikani \| \| \| \| |
|                 | \| \| Parahephaestion brasiliensis \| \| \| \| \| \| Parahephaestion malleri \| \| \| \| \| \| Parahephaestion zikani \| \| \| \| |
|                 | Parahephaestion brasiliensis |
|                 | |
|                 | Parahephaestion malleri |
|                 | |
|                 | Parahephaestion zikani |
|                 | |